# Daniel Lindquist
Daniel Ganesh Lindqvist, född 28 juli 1972 i Indien, är en svensk musikalartist. 

## Biografi
Lindqvist kom som fyraåring till Sverige och växte upp i Oxelösund.  Han började att dansa redan som barn och blev sedan tvåfaldig svensk mästare i latinamerikansk dans. 1994 började han vid Balettakademiens musikaliska linje i Göteborg. Han är den förste svensk som gått solistlinjen vid Royal Academy of Music i London. Lindqvist har medverkat bland annat i Grease på Slagthuset, Vita Hästen på Restaurang Trädgårn och i West Side Story på Göteborgsoperan och i Rom. År 2006 medverkade han i svenska versionen av Lyrics Board (Så ska det låta) på SVT. Han sjöng även detta år för den svenska kungaparet på Stockholm Water Prize Festival i Stadshuset i Stockholm. År 2002 medverkade han i urpremiären av den Andrew Lloyd Webber-producerade musikalen Bombay Dreams i London. Han arbetade även i Trevor Nunn's produktion The Royal Hunt of the Sun på National Theatre. Han är bosatt numera i London.

## Teater

### Roller (ej komplett)
| År   | Roll  | Produktion                                                              | Regi             | Teater          |
| ---- | ----- | ----------------------------------------------------------------------- | ---------------- | --------------- |
| 1999 | A-Rab | West Side Story Leonard Bernstein, Stephen Sondheim och Arthur Laurents | Staffan Aspegren | Göteborgsoperan |

### Fotnoter
1. ↑  Yvonne Erlandsson (30 december 2011). ”Mellan två kulturer som musikalartist”. Skånska Dagbladet. Arkiverad från originalet den 25 februari 2019. https://web.archive.org/web/20190225103021/https://www.skd.se/2011/12/30/mellan-tva-kulturer-som-musikalartist/. Läst 24 februari 2019.
2. ↑  ”West Side Story, 1999”. Riksantikvarieämbetet. http://www.kringla.nu/kringla/objekt?text=jangfeldt&referens=GSM/event/796126. Läst 23 februari 2019.